# Andersons Creek

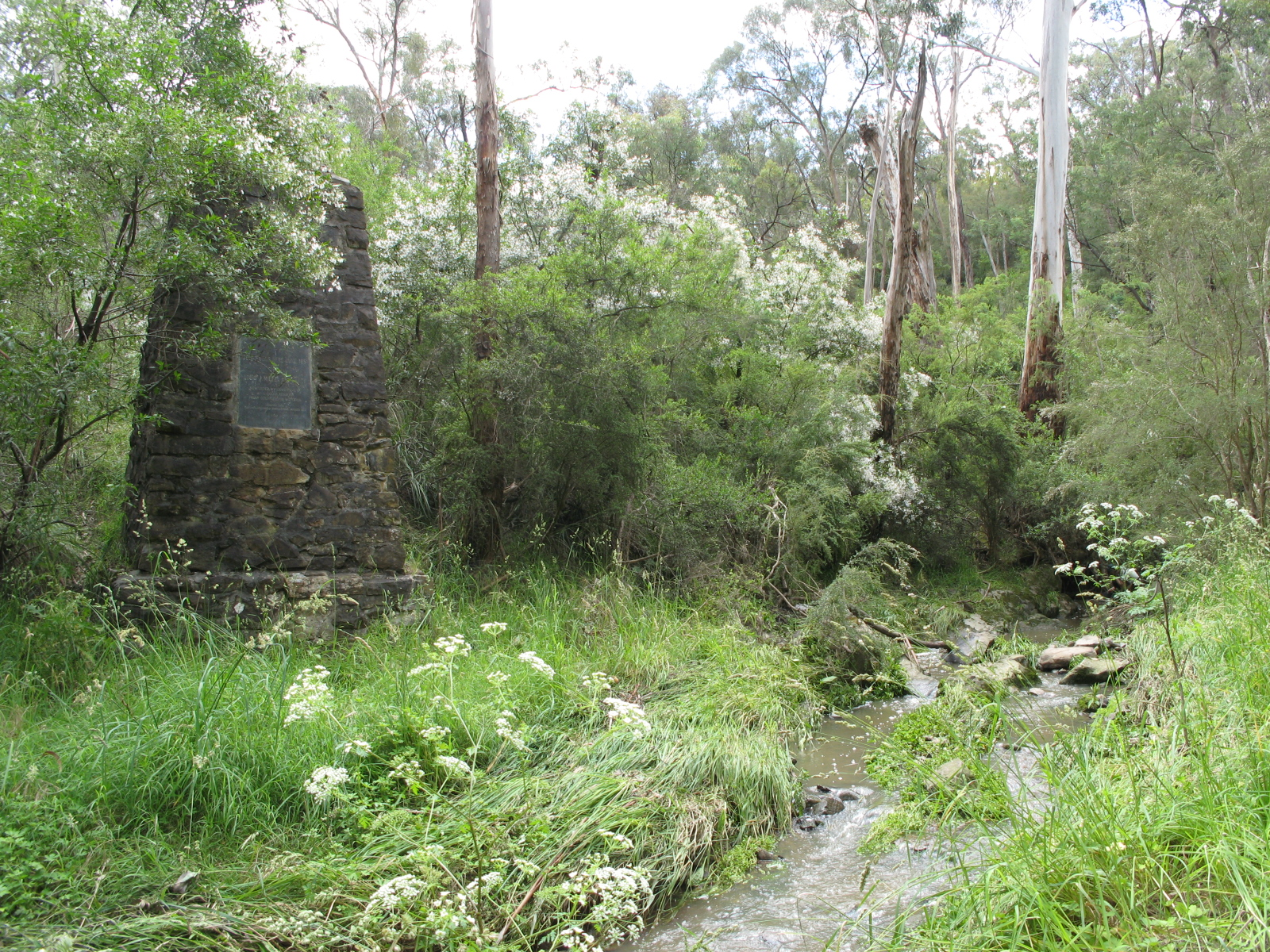
Der Steinmann markiert den ersten anerkannten Goldfund in Victoria am Andersons Creek

Der Andersons Creek ist ein Bach im Süden des australischen Bundesstaates Victoria.
Er ist ein Nebenfluss des Yarra River und fließt durch die Kleinstädte Warrandyte und Park Orchards. Zehntausende von Jahren lang diente er den Wurundjeri, einem Aborigines-Stamm der Kulin, die Woiwurrung sprachen, als Nahrungs- und Werkzeugquelle.
Der Bach entspringt in den Hügeln nördlich von Ringwood an der Grenze zum Stadtgebiet von Melbourne und fließt zuerst rund drei Kilometer durch Park Orchards und dann etwa vier Kilometer durch Warrandyte, bevor er in den Yarra River mündet.
Der Bach ist größtenteils unreguliert und tritt nach heftigem Regen häufig über seine Ufer. Er bietet wichtigen Tierarten Lebensraum, zum Beispiel dem Schnabeltier, der Goldbauch-Schwimmratte, dem Koala, einer australischen Eulenart (Powerful Owl), dem Rotrückenreiher, dem weißflügligen Raben und dem gelbschwänzigen, schwarzen Kakadu.
Gold fand man im Andersons Creek in der Nähe des heutigen Warrandyte State Park und die Kleinstadt Warrandyte wurde ursprünglich nach diesem Bach benannt. Auch heute kann man noch Gold im Bach finden; Goldwaschen ist auf einem kleinen Stück seines Laufes in der Nähe des Parks erlaubt (siehe: Victorianischer Goldrausch).